# Dolcetto d'Alba
Il Dolcetto d'Alba è una DOC la cui produzione è consentita nelle province di Asti e Cuneo. È tradizionalmente il vino da pasto più bevuto nelle Langhe.

## Zona di produzione
La zona di produzione comprende l'intero territorio dei seguenti comuni: 
Alba, Albaretto della Torre, Arguello, Barolo, Benevello, Borgomale, Bosia, Camo, Castiglione Falletto, Castiglione Tinella, Castino, Cossano Belbo, Grinzane Cavour, Lequio Berria, Mango, Monforte d'Alba, Montelupo Albese, Neviglie, Rocchetta Belbo Rodello, S. Stefano Belbo, Serralunga d'Alba, Sinio, Treiso, Trezzo Tinella in provincia di Cuneo e del comune di Coazzolo in provincia di Asti;
e parte di: Barbaresco, Cherasco, Narzole, Neive, Novello, La Morra, Roddi, Verduno, Roddino, Torre Bormida, 
Cortemilia.

## Storia
Il Dolcetto è uno dei vitigni più tipici e diffusi del Piemonte. Deve il suo nome forse alla dolcezza dell'uva matura, o secondo un'altra teoria al termine piemontese "dosset", ossia una collina non particolarmente alta. Il vino prodotto con uve dolcetto è stato per secoli uno dei protagonisti della vita contadina piemontese e uno dei principali oggetti di scambio con la Liguria, da cui oltre l'olio e il sale, si importavano le acciughe, l'ingrediente principale di uno dei piatti tipici più famosi del Piemonte, la bagna caöda. Nonostante ciò, notizie certe sul Dolcetto si hanno solo a partire dal XVIII secolo. Il vino Dolcetto d’Alba ha ottenuto la DOC nel 1974.

## Tecniche di produzione
Il Dolcetto d'Alba Superiore deve essere sottoposto a un periodo di invecchiamento superiore ai 12 mesi a decorrere dal 1 novembre dell'anno di raccolta delle uve. Analogamente lo stesso vino non può essere immesso al consumo prima del 1 novembre dell'anno successivo a quello di raccolta delle uve.

## Disciplinare
Il Dolcetto d'Alba è stato istituito con DPR 06.07.1972 pubblicato sulla Gazzetta Ufficiale n. 276 del 23.10.1974.
Successivamente è stato modificato con:
- DPR 18.11.1987 GU 75 - 30.03.1988
- DM 25.03.2010 GU 86- 14.04.2010
- DM 30.11.2011 G.U. 295 – 20.12.2011 Pubblicato sul sito ufficiale del Mipaaf Sezione Qualità e Sicurezza Vini DOP e IGP
- DM 12.07.2013 Pubblicato sul sito ufficiale del Mipaaf (concernente correzione dei disciplinari) Sezione Qualità e Sicurezza - Vini DOP e IGP
- DM 07.03.2014 Pubblicato sul sito ufficiale del Mipaaf Sezione Prodotti Dop e Igp - Vini DOP e IGP
- La versione in vigore è stata approvata con DM 17.04.2015 GU 97 - 28.04.2015 - concernente correzione dei disciplinari- Pubblicato sul sito ufficiale del Mipaaf -Sezione Prodotti Dop e Igp- Vini DOP e IGP[1].

## Tipologie

### Dolcetto d'Alba
| uvaggio                        | Dolcetto 100% |
| titolo alcolometrico minimo    | 11,00% vol.   |
| acidità totale minima          | 4,5 g/l.      |
| estratto secco minimo          | 21,00 g/l     |
| resa massima di uva per ettaro | 90 q.         |
| resa massima di uva in vino    | 70 %          |

#### Caratteri organolettici
- colore: rosso rubino intenso (vini giovani), rosso rubino con riflessi granati (vini maturi);[3]
- odore: intenso, complesso, caratterizzato da note fruttate e floreali;[3]
- sapore: secco ed asciutto, non molto tannico, moderata acidità, persistente, ammandorlato;[3]

#### Abbinamenti consigliati
Antipasti di verdure e salumi; minestre di legumi, risotti, ravioli ai porcini, lasagne; carni alla griglia e bolliti; formaggi giovani e di media stagionatura.

### Dolcetto d'Alba superiore
| uvaggio                        | Dolcetto 100% |
| titolo alcolometrico minimo    | 12,00% vol.   |
| acidità totale minima          | 4,5 g/l.      |
| estratto secco minimo          | 22,00 g/l     |
| resa massima di uva per ettaro | 90 q.         |
| resa massima di uva in vino    | 70 %          |

#### Caratteri organolettici
- colore: rosso rubino intenso (vini giovani), rosso rubino con riflessi granati (vini maturi);[3]
- odore: intenso, complesso, caratterizzato da note fruttate e floreali;[3]
- sapore: secco ed asciutto, non molto tannico, moderata acidità, persistente, ammandorlato;[3]

#### Abbinamenti consigliati
Antipasti di verdure e salumi; minestre di legumi, risotti, ravioli ai porcini, lasagne; carni alla griglia e bolliti; formaggi giovani e di media stagionatura.